# عبد الخالق مسعود
الملا عبد الخالق مسعود (بالإنجليزية: Abdul Khaliq Masood)‏؛ هو رئيس الاتحاد العراقي لكرة القدم سابقًا. شغل منصب الأمين المالي للاتحاد عندما كان حسين سعيد رئيسا للاتحاد للفترة من عام 2004 إلى 2011، نائب رئيس الاتحاد العراقي لكرة القدم السابق ناجح حمود للفترة منذ عام 2011 حتى عام 2014 ثم تمكن في أيار 2014 من التفوق عليه في انتخابات اتحاد كرة القدم والحصول على منصب الرئيس.
كما شغل سابقا منصب نائب رئيس نادي أربيل.
له ابن اسمه كوفند عبد الخالق مسعود ويلعب في نادي أربيل.